# 16기 KBS 바둑왕전
16기 KBS 바둑왕전은 한국방송공사의 TV 속기전이 참가한 국내 바둑 기전이다. 결승에서는 대한민국의 조훈현 九단이 이창호 九단을 2대 0로 꺾고 통산 10회 우승을 달성했다.

## 대진표

### 승자조,패자조
| 백성호 九단     | 백성호 九단     | 이창호 九단     | 이창호 九단     | 이창호 九단     | 이창호 九단 | 이창호 九단 | 이창호 九단 | 조훈현 九단 (2:0) |
| 장수영 九단     | 백성호 九단     | 이창호 九단     | 이창호 九단     | 이창호 九단     | 이창호 九단 | 이창호 九단 | 이창호 九단 | 조훈현 九단 (2:0) |
| 이창호 九단     |                 | 이창호 九단     | 이창호 九단     | 이창호 九단     | 이창호 九단 | 이창호 九단 | 이창호 九단 | 조훈현 九단 (2:0) |
| 김희중 九단     | 김희중 九단     | 김희중 九단     | 이창호 九단     | 이창호 九단     | 이창호 九단 | 이창호 九단 | 이창호 九단 | 조훈현 九단 (2:0) |
| 김준영 三단     | 김희중 九단     | 김희중 九단     | 이창호 九단     | 이창호 九단     | 이창호 九단 | 이창호 九단 | 이창호 九단 | 조훈현 九단 (2:0) |
| 정수현 九단     |                 | 김희중 九단     | 이창호 九단     | 이창호 九단     | 이창호 九단 | 이창호 九단 | 이창호 九단 | 조훈현 九단 (2:0) |
| (故)임선근 八단 | (故)임선근 八단 | (故)하찬석 八단 | (故)하찬석 八단 | 이창호 九단     | 이창호 九단 | 이창호 九단 | 이창호 九단 | 조훈현 九단 (2:0) |
| 윤기현 九단     | (故)임선근 八단 | (故)하찬석 八단 | (故)하찬석 八단 | 이창호 九단     | 이창호 九단 | 이창호 九단 | 이창호 九단 | 조훈현 九단 (2:0) |
| (故)하찬석 八단 |                 | (故)하찬석 八단 | (故)하찬석 八단 | 이창호 九단     | 이창호 九단 | 이창호 九단 | 이창호 九단 | 조훈현 九단 (2:0) |
| 백대현 三단     | 백대현 三단     | 백대현 三단     | (故)하찬석 八단 | 이창호 九단     | 이창호 九단 | 이창호 九단 | 이창호 九단 | 조훈현 九단 (2:0) |
| 강훈(大) 九단   | 백대현 三단     | 백대현 三단     | (故)하찬석 八단 | 이창호 九단     | 이창호 九단 | 이창호 九단 | 이창호 九단 | 조훈현 九단 (2:0) |
| 조대현 八단     |                 | 백대현 三단     | (故)하찬석 八단 | 이창호 九단     | 이창호 九단 | 이창호 九단 | 이창호 九단 | 조훈현 九단 (2:0) |
| 양재호 九단     | 김수장 九단     | 김수장 九단     | 김수장 九단     | 정수현 九단     | 이창호 九단 | 이창호 九단 | 이창호 九단 | 조훈현 九단 (2:0) |
| 김수장 九단     | 김수장 九단     | 김수장 九단     | 김수장 九단     | 정수현 九단     | 이창호 九단 | 이창호 九단 | 이창호 九단 | 조훈현 九단 (2:0) |
| 허장회 八단     |                 | 김수장 九단     | 김수장 九단     | 정수현 九단     | 이창호 九단 | 이창호 九단 | 이창호 九단 | 조훈현 九단 (2:0) |
| 서능욱 九단     | 서능욱 九단     | 서능욱 九단     | 김수장 九단     | 정수현 九단     | 이창호 九단 | 이창호 九단 | 이창호 九단 | 조훈현 九단 (2:0) |
| (故)오송생 九단 | 서능욱 九단     | 서능욱 九단     | 김수장 九단     | 정수현 九단     | 이창호 九단 | 이창호 九단 | 이창호 九단 | 조훈현 九단 (2:0) |
| 유창혁 九단     |                 | 서능욱 九단     | 김수장 九단     | 정수현 九단     | 이창호 九단 | 이창호 九단 | 이창호 九단 | 조훈현 九단 (2:0) |
| 정대상 七단     | 정대상 七단     | 조훈현 九단     | 조훈현 九단     | 정수현 九단     | 이창호 九단 | 이창호 九단 | 이창호 九단 | 조훈현 九단 (2:0) |
| 서봉수 九단     | 정대상 七단     | 조훈현 九단     | 조훈현 九단     | 정수현 九단     | 이창호 九단 | 이창호 九단 | 이창호 九단 | 조훈현 九단 (2:0) |
| 조훈현 九단     |                 | 조훈현 九단     | 조훈현 九단     | 정수현 九단     | 이창호 九단 | 이창호 九단 | 이창호 九단 | 조훈현 九단 (2:0) |
| (故)정현산 六단 | 김동엽 七단     | 김동엽 七단     | 조훈현 九단     | 정수현 九단     | 이창호 九단 | 이창호 九단 | 이창호 九단 | 조훈현 九단 (2:0) |
| 김동엽 七단     | 김동엽 七단     | 김동엽 七단     | 조훈현 九단     | 정수현 九단     | 이창호 九단 | 이창호 九단 | 이창호 九단 | 조훈현 九단 (2:0) |
| 김영환 四단     |                 | 김동엽 七단     | 조훈현 九단     | 정수현 九단     | 이창호 九단 | 이창호 九단 | 이창호 九단 | 조훈현 九단 (2:0) |
| 패자조          |                 |                 |                 |                 |             |             |             | 조훈현 九단 (2:0) |
| 패자 1회전      | 패자 1회전      | 패자 2회전      | 패자 3회전      | 패자 4회전      | 패자 준결승 | 패자 결승   |             | 조훈현 九단 (2:0) |
| 백성호 九단     | 김영환 四단     | 김영환 四단     | 정수현 九단     | (故)하찬석 八단 | 김희중 九단 | 조훈현 九단 |             | 조훈현 九단 (2:0) |
| 김영환 四단     | 김영환 四단     | 김영환 四단     | 정수현 九단     | (故)하찬석 八단 | 김희중 九단 | 조훈현 九단 |             | 조훈현 九단 (2:0) |
| 백대현 三단     |                 | 김영환 四단     | 정수현 九단     | (故)하찬석 八단 | 김희중 九단 | 조훈현 九단 |             | 조훈현 九단 (2:0) |
| 정수현 九단     | 정수현 九단     | 정수현 九단     | 정수현 九단     | (故)하찬석 八단 | 김희중 九단 | 조훈현 九단 |             | 조훈현 九단 (2:0) |
| 정대상 七단     | 정수현 九단     | 정수현 九단     | 정수현 九단     | (故)하찬석 八단 | 김희중 九단 | 조훈현 九단 |             | 조훈현 九단 (2:0) |
| 서능욱 九단     |                 | 정수현 九단     | 정수현 九단     | (故)하찬석 八단 | 김희중 九단 | 조훈현 九단 |             | 조훈현 九단 (2:0) |
| (故)하찬석 八단 |                 |                 |                 | (故)하찬석 八단 | 김희중 九단 | 조훈현 九단 |             | 조훈현 九단 (2:0) |
| (故)임선근 八단 | 유창혁 九단     | 유창혁 九단     | 김희중 九단     | 김희중 九단     | 김희중 九단 | 조훈현 九단 |             | 조훈현 九단 (2:0) |
| 유창혁 九단     | 유창혁 九단     | 유창혁 九단     | 김희중 九단     | 김희중 九단     | 김희중 九단 | 조훈현 九단 |             | 조훈현 九단 (2:0) |
| 김동엽 七단     |                 | 유창혁 九단     | 김희중 九단     | 김희중 九단     | 김희중 九단 | 조훈현 九단 |             | 조훈현 九단 (2:0) |
| 조대현 八단     | 김희중 九단     | 김희중 九단     | 김희중 九단     | 김희중 九단     | 김희중 九단 | 조훈현 九단 |             | 조훈현 九단 (2:0) |
| 허장회 八단     | 김희중 九단     | 김희중 九단     | 김희중 九단     | 김희중 九단     | 김희중 九단 | 조훈현 九단 |             | 조훈현 九단 (2:0) |
| 김희중 九단     |                 | 김희중 九단     | 김희중 九단     | 김희중 九단     | 김희중 九단 | 조훈현 九단 |             | 조훈현 九단 (2:0) |
| 김수장 九단     |                 |                 |                 | 김희중 九단     | 김희중 九단 | 조훈현 九단 |             | 조훈현 九단 (2:0) |
| 조훈현 九단     |                 |                 |                 |                 |             | 조훈현 九단 |             | 조훈현 九단 (2:0) |

## 대국 결과
- 굵은 글씨는 대국 결과 중에서 공배를 메워 계가한 것을 기준으로 한다

### 예선
| 대진          | 연도   | 대국일자 | 승자            | 패자            | 결과             | 기보 |
| ------------- | ------ | -------- | --------------- | --------------- | ---------------- | ---- |
| 1차예선 1회전 | 1997년 | 7월 3일  | 김효정 初단     | (故)이준학 五단 |                  |      |
| 1차예선 2회전 | 1997년 | 7월 3일  | 류재형 三단     | 김효정 初단     | 백 승리          |      |
| 3차예선 결승  | 1997년 | 7월 7일  | 조대현 八단     | 황원준 八단     | 234수 흑 9집반승 |      |
| 3차예선 결승  | 1997년 | 7월 11일 | 정대상 七단     | 김성래 初단     | 195수 흑 불계승  |      |
| 3차예선 결승  | 1997년 | 7월 14일 | 백대현 三단     | 홍종현 八단     | 290수 흑 2집반승 |      |
| 3차예선 결승  | 1997년 | 7월 14일 | 김준영 二단     | 김종수 四단     | 309수 백 1집반승 |      |
| 3차예선 결승  | 1997년 | 7월 14일 | (故)임선근 八단 | 박영찬 二단     |                  |      |
| 3차예선 결승  | 1997년 | 7월 21일 | (故)정현산 六단 | 최규병 八단     | 178수 백 불계승  |      |
| 3차예선 결승  | 1997년 | 7월 21일 | (故)하찬석 八단 | 윤현석 四단     | 270수 백 2집반승 |      |
| 3차예선 결승  | 1997년 | 7월 21일 | 김영환 四단     | 김일환 七단     |                  |      |
| 3차예선 결승  | 1997년 | 7월 25일 | 김동엽 六단     | 노영하 八단     |                  |      |
| 3차예선 결승  | 1997년 | 7월 28일 | 허장회 八단     | 김재구 八단     | 245수 흑 불계승  |      |

### 본선
| 대진        | 연도   | 대국일자  | 승자            | 패자            | 결과              | 기보 |
| ----------- | ------ | --------- | --------------- | --------------- | ----------------- | ---- |
| 승자 1회전  | 1997년 | 7월 28일  | 김동엽 七단     | (故)정현산 六단 | 248수 백 불계승   |      |
| 승자 1회전  | 1997년 | 8월 18일  | (故)임선근 八단 | 윤기현 九단     | 268수 백 7집반승  |      |
| 승자 1회전  | 1997년 | 8월 18일  | 김희중 九단     | 김준영 九단     | 235수 흑 불계승   |      |
| 승자 1회전  | 1997년 | 9월 8일   | 서능욱 九단     | (故)우쑹성 九단 | 184수 백 불계승   |      |
| 승자 1회전  | 1997년 | 9월 8일   | 백성호 九단     | 장수영 九단     | 285수 백 3집반승  |      |
| 승자 1회전  | 1997년 | 9월 22일  | 김수장 九단     | 양재호 九단     | 249수 흑 불계승   |      |
| 승자 1회전  | 1997년 | 9월 22일  | 백대현 三단     | 강훈(大) 九단   | 297수 흑 불계승   |      |
| 승자 1회전  | 1997년 | 10월 6일  | 정대상 七단     | 서봉수 九단     | 249수 백 반집승   |      |
| 승자 2회전  | 1997년 | 10월 6일  | 김동엽 七단     | 김영환 四단     | 167수 흑 불계승   |      |
| 승자 2회전  | 1997년 | 10월 13일 | 백대현 三단     | 조대현 八단     | 136수 백 불계승   |      |
| 승자 2회전  | 1997년 | 10월 13일 | 서능욱 九단     | 유창혁 九단     | 224수 백 불계승   |      |
| 승자 2회전  | 1997년 | 10월 20일 | (故)하찬석 八단 | (故)임선근 八단 | 198수 백 불계승   |      |
| 승자 2회전  | 1997년 | 10월 20일 | 김희중 九단     | 정수현 九단     | 273수 흑 5집반승  |      |
| 승자 2회전  | 1997년 | 11월 10일 | 조훈현 九단     | 정대상 七단     | 196수 백 불계승   |      |
| 승자 2회전  | 1997년 | 11월 10일 | 김수장 九단     | 허장회 八단     | 272수 백 불계승   |      |
| 승자 2회전  | 1997년 | 11월 17일 | 이창호 九단     | 백성호 九단     | 222수 백 17집반승 |      |
| 패자 1회전  | 1997년 | 11월 17일 | 유창혁 九단     | (故)임선근 八단 | 165수 흑 불계승   |      |
| 패자 1회전  | 1997년 | 11월 20일 | 조대현 八단     | 허장회 八단     | 234수 백 4집반승  |      |
| 패자 1회전  | 1997년 | 11월 20일 | 정수현 九단     | 정대상 七단     | 224수 백 불계승   |      |
| 패자 1회전  | 1997년 | 12월 22일 | 김영환 四단     | 백성호 九단     | 290수 백 1집반승  |      |
| 승자 3회전  | 1997년 | 12월 22일 | 이창호 九단     | 김희중 九단     | 246수 흑 25집반승 |      |
| 승자 3회전  | 1998년 | 1월 13일  | (故)하찬석 八단 | 백대현 三단     | 161수 흑 불계승   |      |
| 승자 3회전  | 1998년 | 1월 13일  | 김수장 九단     | 서능욱 九단     | 288수 백 3집반승  |      |
| 승자 3회전  | 1998년 | 1월 20일  | 조훈현 九단     | 김동엽 七단     | 260수 백 14집반승 |      |
| 패자 2회전  | 1998년 | 1월 20일  | 김희중 九단     | 조대현 八단     | 245수 백 2집반승  |      |
| 패자 2회전  | 1998년 | 2월 3일   | 정수현 九단     | 서능욱 九단     | 298수 흑 3집반승  |      |
| 패자 2회전  | 1998년 | 2월 3일   | 김영환 四단     | 백대현 三단     | 270수 백 반집승   |      |
| 패자 2회전  | 1998년 | 2월 16일  | 유창혁 九단     | 김동엽 七단     | 172수 백 불계승   |      |
| 패자 3회전  | 1998년 | 2월 17일  | 정수현 九단     | 김영환 四단     | 305수 흑 3집반승  |      |
| 패자 3회전  | 1998년 | 3월 10일  | 김희중 九단     | 유창혁 九단     | 243수 흑 불계승   |      |
| 승자 준결승 | 1998년 | 2월 24일  | 이창호 九단     | (故)하찬석 八단 | 116수 백 불계승   |      |
| 승자 준결승 | 1998년 | 2월 24일  | 조훈현 九단     | 김수장 九단     | 284수 흑 21집반승 |      |
| 패자 4회전  | 1998년 | 3월 10일  | (故)하찬석 八단 | 정수현 九단     | 296수 흑 8집반승  |      |
| 패자 4회전  | 1998년 | 3월 17일  | 김희중 九단     | 김수장 九단     | 161수 흑 불계승   |      |
| 패자 준결승 | 1998년 | 3월 26일  | 김희중 九단     | (故)하찬석 八단 | 129수 흑 불계승   |      |
| 승자 결승   | 1998년 | 3월 31일  | 이창호 九단     | 조훈현 九단     | 256수 백3집반승   |      |
| 패자 결승   | 1998년 | 4월 16일  | 조훈현 九단     | 김희중 九단     | 312수 흑 12집반승 |      |
| 결승 1국    | 1998년 | 5월 20일  | 조훈현 九단     | 이창호 九단     | 161수 흑 불계승   |      |
| 결승 2국    | 1998년 | 5월 21일  | 조훈현 九단     | 이창호 九단     | 320수 백 2집반승  |      |
| 결승 3국    | 1998년 | 5월 22일  |                 |                 |                   |      |

## TV 중계
- KBS 바둑해설위원 노영하 八단도 예선에 참가했다. 1984년 제3기 본선 이후 만 16년 만에 참가했다.  3차예선 결승전에서 김동엽 七단에 패해 본선 진출에 실패했다.
- 1997년 8월 24일 ~ 1998년 1월 4일까지 오전 8시 30분 ~ 10시까지 아침에 방송으로 KBS 위성 1에서, 1998년 1월 11일 KBS위성1(KBS 1TV 재송신)으로 방송시간(매주 일요일 밤 11시 5분 ~ 12시 30분)까지 편성되었다.
- KBS 1TV에서 5월 20일 ~ 5월 21일동안 오후 3시 ~ 오후 5시에 2시간동안 전국에 생중계로 방송되며, 노영하 八단, 장수영 九단이 공동 해설하여 진행하였다. 중계방송 관계로 <KBS 뉴스 5>는 결방하여 편성하지 않았으나, 결승 2국(최종국) 끝난 후 시상식에는 김태규 아나운서(現 아나운서실 실장)가 진행했다.

## 특이 사항
- 우승자 조훈현 九단, 준우승자 이창호 九단이 일본 지바시(千葉) 뉴 오타니(大谷) 마쿠하리(幕張) 호텔에서 열리는 10회 TV 바둑 아시아 선수권대회에 출전권 획득
- 조훈현 九단 통산 10회 우승 금자탑